# 진보네트워크센터
진보네트워크센터 또는 진보넷은 대한민국의 진보적 정보통신운동단체이다. 1998년 8월 20일 시범서비스를 시작해 1998년 11월 14일 정식 출범했다. 사회운동을 위한 독립네트워크 구축과 정보인권의 보호를 설립 목적으로 한다. 출범 후 자본과 국가의 개입으로부터 자유로운 진보운동의 독자적인 정보인프라를 구축하기 위해 진보넷 블로그 등 웹서비스를 개발하고 정보인권 정책을 생산하는 활동을 해왔다. 2004년 2월부터 활동가 이종희가 대표로 있다.

## 같이 보기
- 인터넷 검열
- 표현의 자유
- 사상의 자유
- 전자 프론티어 재단
- 참세상